# 北美电话区号216
北美电话区号216是北美电话区号计划（NANP）中覆盖美国俄亥俄州凯霍加县克利夫兰市及其大部分内环郊区的电话区号。该区号是1947年建立的原始北美电话区号之一。

## 历史

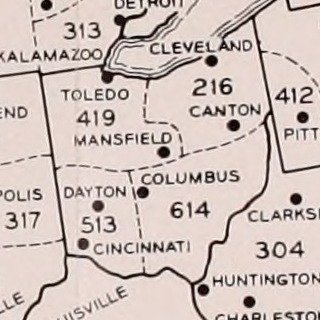
俄亥俄州最初的四个电话区号

在1947年10月公布的全国电话编号计划初稿中，俄亥俄州被划分为四个编号计划区（NPA）。区号216被分配给了该州的东北部包括从洛兰到杨斯敦的区域。
1996年，包括阿克伦、坎顿和扬斯敦在内的南部区域被赋予新的区号330。1997年，东部和西部区域被赋予区号440。区号216和440之间的分界线划分方式让区号440几乎被一分为二，两个部分仅由南部的一小部分连接在一起。